# Phorbia obliqua
Phorbia obliqua este o specie de muște din genul Phorbia, familia Anthomyiidae, descrisă de Fan și Zheng în anul 1993.
Este endemică în Sichuan. Conform Catalogue of Life specia Phorbia obliqua nu are subspecii cunoscute.